# Lincoln (Alabama)
Lincoln is een plaats (city) in de Amerikaanse staat Alabama, en valt bestuurlijk gezien onder Talladega County.

## Demografie
Bij de volkstelling in 2000 werd het aantal inwoners vastgesteld op 4577.
In 2006 is het aantal inwoners door het United States Census Bureau geschat op 5047, een stijging van 470 (10,3%).

## Geografie
Volgens het United States Census Bureau beslaat de plaats een oppervlakte van
55,5 km², waarvan 55,2 km² land en 0,3 km² water.

## Plaatsen in de nabije omgeving
De onderstaande figuur toont de plaatsen in een straal van 24 km rond Lincoln.